# سانت جوليان
سانت جوليان هي بلدة تقع في مالطا، يبلغ عدد سكانها حوالي 13،792 نسمة.